# Sofía Ramallo
Sofía Ramallo (Córdoba, Argentina, 26 de marzo de 2001) es una jugadora argentina de hockey sobre césped, ganadora de la medalla dorada en los Juegos Olímpicos de la Juventud 2018 con el equipo argentino de hockey 5, en la categoría sub-18, conocido como "las leoncitas". Además, juega en el Club Universitario de Córdoba, equipo con el que ganó el torneo femenino 2018. También tuvo una destacada actuación con el seleccionado nacional en el Panamericano de Guadalajara.

## Medallas y logros
- Torneo Femenino 2017/2018 (Club Universitario de Córdoba): Medalla de oro.
- Juegos Olímpicos de la Juventud Buenos Aires 2018 (Selección Nacional): Medalla de oro.

Como reconocimiento al trabajo realizado con su club y el seleccionado nacional de hockey sobre césped, la jugadora de Universitario fue consagrada en la 40° edición del Premio Córdoba Cuna de Campeones de Oro 2018, otorgado por el Círculo de Periodistas Deportivos de Córdoba.